# Rabbins français dans la Résistance
Durant la Seconde Guerre mondiale, de nombreux rabbins français ont participé à la Résistance, certains y ont laissé leurs vies.

## Rabbins membres de la Résistance
- Elie Cyper (1908-1944)
- Ernest Ginsburger (1876-1943)
- Édouard Gourévitch (1921-1999)
- David Feuerwerker (1912-1980)
- René Hirschler (1905-1945)
- Nathan Hosanski (1914-1944)
- René Kapel (1907-1994)
- Samy Klein (1915-1944)
- Paul Roitman (1920-2007)
- Henri Schilli (1906-1975)
- Bernard Schonberg (1908-1944)
- Schneour Zalman Schneersohn (1898-1980)
- Samy Stourdzé (1918-1943)
- Aron Wolf (1918-1944)